# Beòcia
|  | Aquest article tracta sobre la regió antiga de Grècia. Si cerqueu la regió moderna de Grècia, vegeu «Unitat perifèrica de Beòcia». |

Beòcia és una regió de l'antiga Grècia, situada a l'oest de l'Àtica, amb capital a Orcomen i centre principal a Tebes. Actualment conforma una unitat perifèrica dins l'estat grec, amb 2.952 km² i 150.000 habitants.

## Geografia
Territori muntanyós amb poques planes. Cal esmentar la conca dessecada de la llacuna Copaida.

### Muntanyes
- Mont Helicó, 1748 m.
- Citeró
- Parnes
- Parnàs
- Opúnties
- Ptòon
- Mesàpion
- Feníquion
- Hifantèon
- Acòntion
- Hedúlion
- Tilfòssion
- Lafústion
- Tònrion
- Teumès
- Hípatos
- Cerucèon

### Planes
- Plana de Queronea
- Plana de Tebes

### Rius
- Cefís
  - Mòrios
  - Hercuna
  - Fàlaros
  - Cuari
  - Isomant
  - Lofis
  - Permessos
  - Olmeos
- Asop
- Melas
- Ismenos
- Dirce
- Èroe
- Termòdon

### Llacs
- Llacuna Copaida
- Llac d'Hílice

### Ciutats
- Tebes
- Queronea
- Orcomen
- Platea
- Tànagra
- Leuctres
- Tegira
- Asplèdon
- Olmones
- Copes
- Èritres
- Acrèfia
- Arne
- Medeó
- Onquestos
- Haliartos
- Ocàlea
- Tilfòssion
- Alalcomènion
- Coronea
- Lebadea
- Midea
- Cirtone
- Hietos
- Larimna
- Focea
- Antèdon
- Isos
- Càlia
- Salganeu
- Micalessos
- Àulida
- Cerces
- Dèlion
- Oropos (incorporada a territori de l'Àtica)
- Tisbe
- Sifes o Tifes
- Creusis
- Hipotes
- Ascra
- Ceressos
- Donacon
- Tèspies
- Eutresis
- Hile
- Trafea
- Peteó
- Esquenos
- Teumessos
- Glises
- Cnòpia
- Harma
- Potnies
- Terapnis
- Hísies
- Escolos
- Sidis
- Eteonos
- Eleó
- Fares
- Enòfita

## Història
La llegenda fa viure en aquesta regió les tribus bàrbares dels aons, ectens, temrnics i hiants, d'arrel lelègica o pelàsgica. Els mínies i els cadmeus van poblar més tard Orcomen i Tebes, que van encapçalar dues lligues, cadascuna a la seva vall o plana. Després van venir els beocis, un grup dels eolis, que van emigrar de la Ftiòtida expulsats pels tessalis, que haurien incorporat als mínies i els cadmeus (vers 1200 aC). Inicialment van formar l'amfictionia d'Antela. Un temps després (vers el segle vii aC) es va formar la Lliga Beòcia dirigida per Tebes i amb entre 10 i 14 estats, la llista dels quals és la següent (els quatre darrers no és clar que fossin membres de la Lliga): Tebes, Orcomen, Lebadea, Queronea, Copes, Haliartos, Tèspies, Tànagra, Antèdon, Platea, Ocalea, Càlia, Onquestos i Eleutera.
Oropos es creu que fou inicialment membre de la Lliga però més tard va passar a Atenes. Platea es va retirar de la lliga i es va posar sota protecció d'Atenes vers el 519 aC. La Lliga Beòcia era dirigida pels beotarques, dos elegits per Tebes i un altre per cada membre de la lliga; el consell general era format per 660 consellers. A la batalla de Dèlion el 424 aC hi havia 11 beotarques el que donaria deu membres. El festival anual de la Lliga eren les Pambeòcies, que es feia al temple d'Atena Itònia prop de Queronea. Cada estat era independent però els afers militars comuns eren competència de la Lliga i de fet de Tebes.
El 480 aC fou ocupada per Xerxes I de Pèrsia després de la batalla de les Termòpiles i les ciutats foren incendiades (menys Tebes on es va imposar el partit favorable a Pèrsia). Després de la batalla de Platea (Pla d'Asop, prop de Platea el 479 aC)), Tebes fou assetjada pels espartans i altres contingents; el cap de Tebes, Atàginos, va fugir i el seu successor Timagenides, va encapçalar la resistència, però la ciutat fou ocupada després de 20 dies de setge, i Timagenides i els seus col·laboradors foren executats per ordre de l'espartà Pausanies.
Beòcia va formar aliança amb Esparta en la guerra contra Atenes (Primera Guerra del Peloponès) anomenada Pentecontècia. El 457 aC. El regent espartà Nicòmedes, marxa a la regió, però va ser derrotat per Pèricles d'Atenes a Tanagra (prop de Platea); l'any següent els tebans foren derrotats a Epòfites (febrer) i la lliga Beòcia fou dissolta i es van instal·lar arreu de la regió règims democràtics aliats d'Atenes.

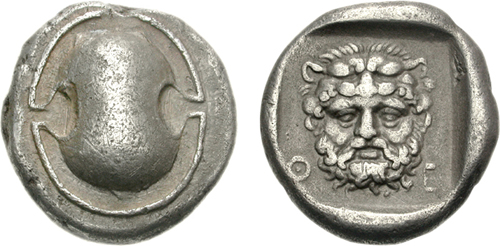
Teebes, 440-425 aC (Eracle)

El 447 aC es va imposar l'oligarquia a Tebes, Orcomen i Queronea, i es va trencar l'aliança amb Atenes. Els atenencs van ocupar Queronea però la victòria dels Tebans a Queronea, amb la mort del general Tòlmides, va obligar-los a evacuar la regió (menys Platea).
Tebes es va aliar altra vegada a Esparta en la Segona guerra del Peloponès (432 aC) i van atacar Platea el 431 aC sense èxit. Finalment fou ocupada però reconquerida pels espartans el 427 aC i la ciutat fou incorporada a Tebes. Va ratificar l'aliança a la pau de Nícies (421 aC) que les ciutats beòcies no van signar, però finalment, a la pau d'Antàlcides les lligues es van dissoldre.
El 379 aC fou assassinat el cap del partit aristocràtic de Tebes, Àrquies, i aviat va esclatar una revolució democràtica dirigida per Peòpides i Epaminondes. Els espartans es van fer forts a la fortalesa Cadmea però foren finalment foragitats de Tebes. El 377 aC Tebes va ingressar a la segona Lliga Àtica. Epaminondes governava la ciutat, que exercia l'hegemonia a Beòcia; van destruir Platea, van annexionar Tèspies i van reclamar Oropos (374 aC). Llavors Epaminondes fou nomenat beotarca i al tractat de pau de l'estiu del 371 aC va exigir el reconeixement de la Lliga Beòcia i quant foren atacats pels espartans (per forçar-los a signar la pau) els tebans van guanyar la batalla de Leuctres (estiu del 371 aC) i la Fòcida, Èlide, Acaia i Tessàlia (i més tard Arcàdia) es van aliar a Beòcia. Tebes va ajudar a Arcàdia i va envair Messènia (que fou declarada independent) però van fracassar contra Esparta. El 369 aC van ocupar Pel·lene i devastar Trezènia i Epidaure però els caps tebans Ismenies i Pelòpides foren derrotats pel tirà hegemònic de Tessàlia, Alexandre de Feres, derrota que fou revenjada l'any següent pel mateix Epaminondes amb una gran victòria. En canvi el 367 aC i 366 aC l'expedició tebana al Peloponès no va tenir gaire èxit. El 365 aC els tebans van derrotar el rei Tolomeu Alorites de Macedònia (que fou executat) i van restaurar a Pèrdicas III; poc després el tebà Pelòpides va entrar altra vegada a Tessàlia i va derrotar a Alexandre a Cinoscèfals. També varen fer una expedició naval a Bizanci, Quios, l'illa de Rodes i Ceos, que es van convertir en aliades però per molt poc temps. Durant l'expedició els oligarques (principalment d'Orcomen) van intentar un cop d'estat que va fracassar, i Orcomen fou destruïda. El 363 aC Tebes va fer una darrera expedició al Peloponès. El 362 aC la ciutat de Tegea, aliada de Tebes, es va enfrontar a Mantinea, aliada d'Esparta, i Epaminondes va córrer a ajudar els seus aliats, i va guanyar la batalla de Mantinea (12 de juliol) on va perdre la vida i va acabar de fet el breu període d'hegemonia Tebana a Grècia.
El 338 aC Beòcia fou sotmesa per Filip II de Macedònia després de la batalla de Queronea. Alexandre el gran va destruir Tebes (335 aC) i va fer independents a les ciutats de Beòcia. Les ciutats es van despoblar progressivament.
A mitjan segle ii aC la lliga Beòcia es va reconstruir i es va aliar a la Lliga Aquea però la victòria romana d'Escorfea el 146 aC va posar fi a la Lliga. Beòcia fou incorporada a Roma i convertida en ager publicus.
Durant l'imperi només restaven Tanagra i Tèspies com a ciutats i la resta o eren ruïnes o eren llogarets insignificants. Tanagra i Tèspies foren ciutats lliures sota domini de Roma.

## Personatges cèlebres
Entre els beocis més cèlebres cal esmentar Hesíode, Corinna, Píndar i Plutarc.